# 미나모토노 쿠소
미나모토노 쿠소(일본어: 源久曾 みなもと の くそ[*], 생몰년 미상)는 헤이안 시대 전기의 여류가인이다. 이름은 屎라고도 표기되기도 한다 (발음은 같음). 성은 미나모토노 아손이나, 자세한 계보는 알려지지 않았다.

자세한 생애는 알지 못하지만, 『고킨와카슈(古今和歌集)』에 비방가가 1수 들어가있다.
よそながら 我が身に糸の よると言へば ただいつはりに すぐばかりなり
딴 데로 내 몸에 실타래를 친다면, 그저 언제나 금방일 뿐이고

- 『고킨와카슈(古今和歌集)』 (가번호 1054)